# Draghijevo, Veliko Tărnovo
Draghijevo (în bulgară Драгижево) este un sat în comuna Leaskoveț, regiunea Veliko Tărnovo,  Bulgaria. 

## Demografie
Componența etnică a satului Draghijevo
     Bulgari (88,56%)
     Nicio identificare (7,94%)
     Altele (3,48%)
La recensământul din 2011, populația satului Draghijevo era de 831 locuitori. Din punct de vedere etnic, majoritatea locuitorilor (88,56%) erau bulgari. Pentru 7,94% din locuitori nu este cunoscută apartenența etnică.